# Evilard
Evilard (en alemán Leubringen) es una comuna suiza del cantón de Berna, situada en el distrito administrativo de Biel/Bienne. Limita de norte a oeste en el sentido de las agujas del reloj con las comunas de Orvin, Biel-Bienne, Twann-Tüscherz y Lamboing.
La comuna está formada por las localidades de Evilard y Macolin, las cuales se encuentran reunidas desde hace ya varios años. Evilard es una comuna oficialmente bilingüe.

## Historia
La primera mención escrita de la comuna remonta al año 1300, bajo el nombre de Lomeringen. El nombre de la localidad de Macolin es seguramente de origen burgundio. Es conocido desde 1305, época en la que se escribía Macalingen; en 1342 se convirtió en Macoleyn, luego Maglingen en 1536 y Mahlingen en 1856.
De 1797 a 1813, bajo el régimen francés, Evilard perteneció a Francia, la comuna hacía parte del cantón de Bienne, situado en el departamento de Monte Terrible, y a partir de 1800, al departamento del Alto Rin, al cual el departamento de Monte Terrible fue anexado. En 1815, luego del Congreso de Viena, el territorio del antiguo Obispado de Basilea fue atribuido al cantón de Berna. A partir de entonces hizo parte de la bailía de Nidau y desde 1832 al distrito de Biel-Bienne.
En 1902 la comuna rechazó la fusión con la ciudad de Biel-Bienne. La comuna hizo parte del antiguo distrito de Biel-Bienne hasta el 31 de diciembre de 2009.

## Transportes
- Funicular Biel-Bienne - Evilard
- Funicular Biel-Bienne - Macolin
- Línea de bus entre las localidades de Evilard y Macolin.